# JERS-1
JERS ou JERS-1 (acrônimo de Japanese Earth Resource Satellite 1), também conhecido como Fuyo, foi um satélite artificial japonês lançado no dia 11 de fevereiro de 1992 por um foguete H-I a partir do Centro Espacial de Tanegashima.

## Características
A missão do JERS foi a de observar a Terra para fazer estudos dos recursos terrestres, controlar plantações e florestas, preservar o meio ambiente, prever desastres e monitorar as costas.
O satélite tinha a forma de uma caixa de 1 x 1,8 x 3,1 metros e era estabilizado nos três eixos. A alimentação elétrica era fornecida por um painel solar de 8 metros de comprimento e 3,4 metros de largura.
O JERS foi injetado em uma órbita inicial de 579,6 km de apogeu, 558,0 km de perigeu, 97,7 graus de inclinação orbital e um período orbital de 96,0 minutos. Reentrou na atmosfera em 3 de dezembro de 2001.

## Instrumentos
O JERS levava os seguintes instrumentos a bordo:
- Radar de abertura sintética (SAR): radar ativo de alta resolução de micro-ondas para observação tanto diurna como noturna e através das nuvens.
- Sensores óticos (OPS): radiômetros multi-espectrais de alta resolução capaz de tirar fotos estereoscópicas.